# Drusus berthelemyi
Drusus berthelemyi är en nattsländeart som beskrevs av Füsun Sipahiler 1992. Drusus berthelemyi ingår i släktet Drusus och familjen husmasknattsländor. Inga underarter finns listade i Catalogue of Life.